# Завера (филм из 1964)
Завера (Зарота) је југословенски филм први пут приказан 1. априла 1964. године. Режирао га је Франци Крижај који је заједно са Примож Козаком написао и сценарио.

## Улоге
| Глумац             | Улога |
| ------------------ | ----- |
| Стефка Дролц       |       |
| Андреј Курент      |       |
| Бранко Плеша       |       |
| Душа Почкај        |       |
| Лојзе Розман       |       |
| Владимир Скрбиншек |       |
| Даре Улага         |       |